# Scatman (Ski Ba Bop Ba Dop Bop)
Scatman (Ski-Ba-Bop-Ba-Dop-Bop) — первая песня Скэтмэна Джона, выпущенная отдельным синглом в 1994 году из дебютного альбома Scatman's World.

## О песне
Начиная новую главу в своей карьере, певец переживал, что, слушая его песни, люди поймут, что он страдает заиканием, поэтому он последовал совету жены и прямо сказал об этом в тексте. Еще одной причиной создания песни было желание певца помочь детям, страдающим заиканием, перебороть эту болезнь и не позволить заиканию мешать им жить полноценно. Танцевальный бит и пение в сочетании со скэтом в итоге сформировали стиль Скэтмэна.
Поначалу продажи росли медленно, но после того, как радиостанции взяли песню на ротацию, сингл достиг вершин хит-парадов стран Европы и попал в UK Singles Chart, заняв в конце мая 1995 года третью позицию. «Scatman (Ski-Ba-Bop-Ba-Dop-Bop)» прозвучала в комедии Стива Одекерка «Нечего терять» с Тимом Роббинсом и Мартином Лоуренсом в главных ролях.
В 2009 году на песню вышел ремикс и клип от немецкого продюсера и диджея Mark' Oh. Ремикс был в ротации европейских радиостанций (включая Россию), а клип был показан на европейских музыкальных телеканалах, таких как VIVA TV и другие.
В 2019 году немецкий музыкант Лу Бега, известный по хиту «Mambo No. 5», выпустил песню-посвящение Скэтмэну под названием «Scatman & Hatman», в которой использованы фрагменты оригинальной «Scatman». Спродюсировал трек Роланд Шпремберг (нем. Roland Spremberg), работавший с a-ha, Вилле Вало и Натальей Авелон.
В 2021 году припев «Scatman (Ski Ba Bop Ba Dop Bop)» был использован в песне «Sweet Dreams», написанной Аланом Уокером совместно с Imanbek’ом.

## Список композиций
CD maxi
1. «Scatman» [basic-radio] — 3:30
2. «Scatman» [jazz-level] — 3:41
3. «Scatman» [second-level] — 5:40
4. «Scatman» [third-level] — 5:46
5. «Scatman» [game-over-jazz] — 5:03

CD maxi 2
1. «Scatman» [new radio edit] — 3:21
2. «Scatman» [pech remix] — 4:55
3. «Scatman» [arena di verona mix] — 6:04
4. «Scatman» [extended radio version] — 5:11

## Сертификации
| Сертификатор | Значение     | Всего продано |
| ------------ | ------------ | ------------- |
| IFPI         | золотой диск | 15,000^       |
| BVMI         | платиновый   | 500,000^      |
| SNEP         | золотой диск | 20,000^       |
| SNEP         | платиновый   | 250,000^      |
| IFPI         | золотой диск | 250,000^      |